# Серебреников Альмар Олександрович
Альмар Олександрович Серебреников (8 грудня 1932, Вороніж — 5 лютого 1998, Київ) — радянський та український режисер-документаліст, кінооператор. Лауреат премії ім. М. В. Ломоносова АН СРСР (1967). Заслужений діяч мистецтв УРСР (1980).

## Життєпис

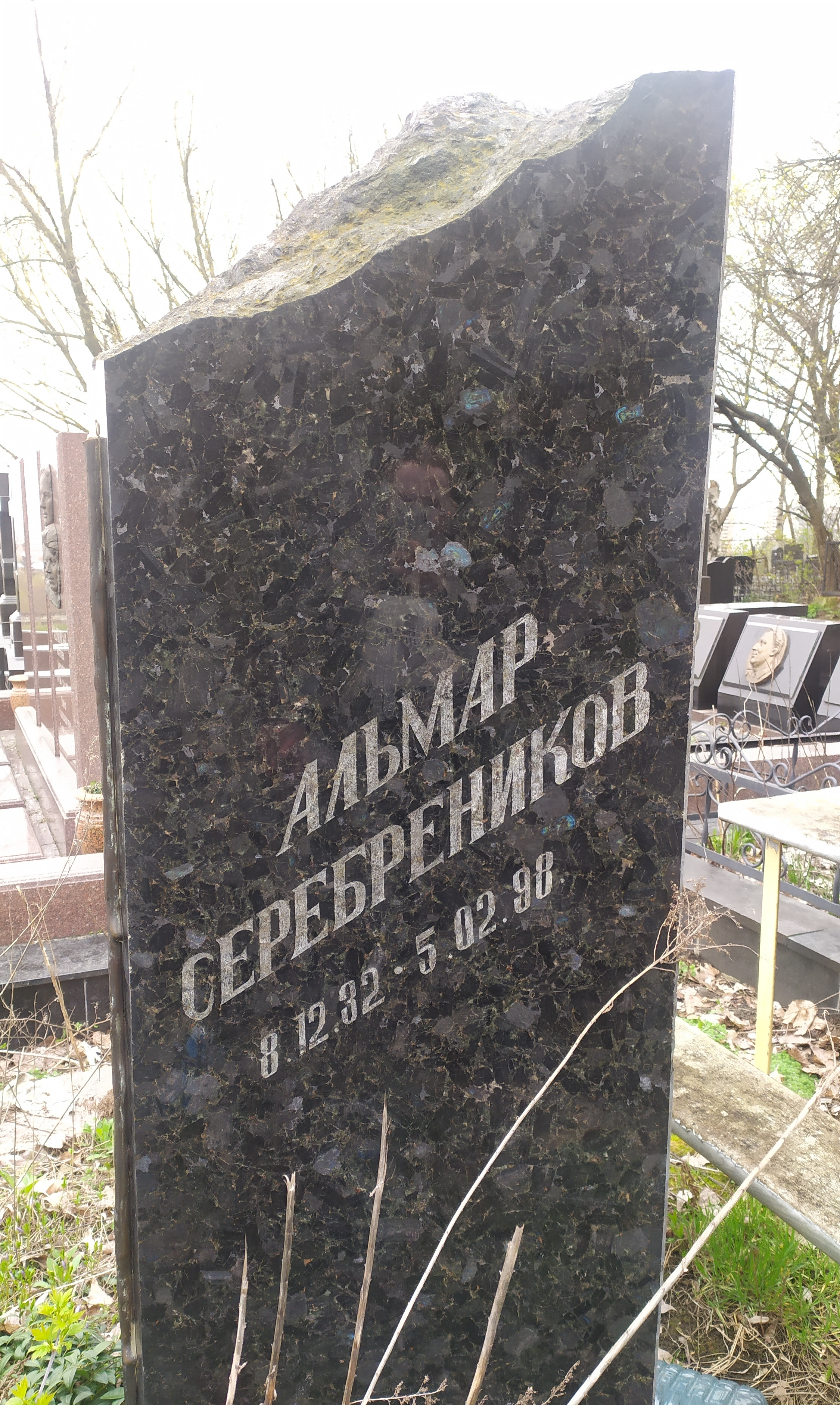
Могила Альмара Серебреникова, Байкове кладовище

Народився 8 грудня 1932 року у місті Вороніж, РРФСР.
Закінчив Київський державний університет ім. Т. Г. Шевченка (1955) та операторський факультет Всесоюзного державного інституту кінематографії(1964).
Працював на кіностудії навчальних фільмів. З 1962 року — оператор і режисер Київнаукфільму.
Нагороджений медалями, значком «Відмінник кінематографії СРСР». Був членом Спілки кінематографістів України.
Помер у 65-річному віці 5 лютого 1998 року в Києві. Похований на Байковому кладовищі (ділянка № 49а, 50°24′59.6″ пн. ш. 30°30′5.03″ сх. д. / 50.416556° пн. ш. 30.5013972° сх. д.).

## Фільмографія
Оператор стрічок:
- «Розповіді про Шевченка» (1963)
- «Крейда, ганчірка, кібернетика»
- «Дніпровські етюди» (1964)
- «У Монтевідео» (1965)
- «На межі життя» (1965, Премія ім. М.Ломоносова АН СРСР, 1967; Перша премія II Всесоюзного кінофестивалю, Київ, 1966)
- «Атлант-1» (1966)
- «У плавнях Дніпра» (1966, Диплом Міжнародного кінофестивалю, Велика Британія, 1966)
- «Індійські йоги — хто вони?» (1970, у співавт.)

Автор-режисер фільмів:
- «Індійські йоги — хто вони?» (1970)
- «Крокодили… як крокодили…» (1971)
- «Індія відбивається в Гангу» (1975)
- «На вас чекає Нептун» (1977, у співавт.)
- «Загадковий світ тварин» (1979, Почесний диплом журі XIII Всесоюзного кінофестивалю, Душанбе, 1980)
- «В. М. Глушков, кібернетик» (1980)
- «Делі, зв'язок часів» (1981)
- «Державне ставлення» (1983)
- «Втілення» (1986)
- «Уроки В. Ф. Шаталова» (1989)
- «Народження українського кіно» (1990)
- «Закарпатські горизонти» (1994)
- «Національний музей „Чорнобиль“» (1997) та ін.